# 1945年英國大選
1945年英國大選（英語：1945 United Kingdom general election）是英國於1945年7月5日舉行的全國性選舉，本次大選改選下議院全部640個議席。由於部分選區的投票延遲了數天，計票也因而推遲至7月26日，以便有足夠時間讓海外服役選民之選票帶回英國。時任首相丘吉爾在第二次世界大戰歐洲戰事結束不到一個月後即宣佈內閣總辭，並在國會過半數通過下向英王乔治六世提出解散國會。
在今次大選，執政保守黨試圖利用領袖丘吉爾之戰時聲望，以延續1940年起戰時聯合政府以來的執政地位。然而，民眾質疑其處理與戰爭無關之內政事務的能力，丘吉爾在競選期間過度訴諸黨派政治亦導致民眾反感保守黨統治。工黨領袖克萊門特·艾德禮在戰時間於聯合政府中擔任副首相，獲選民普遍視為更具執政能力的領袖，特別是對於憂慮國家重回1930年代大蕭條期間的高失業率，並期盼由一位有力人物帶領戰後重建的選民而言，其形象更具吸引力。雖然宣布解散國會時進行的民意調查顯示邱吉爾仍享有高支持度，但工黨已在戰爭結束前的數月內逐步擴大其民意基礎。
最終，工黨在艾德禮帶領下於大選中取得壓倒性勝利，取得145席優勢，共奪393席，比選前增加239席，得票率接近五成（49.7%）。本次大選標誌著工黨首次在下議院中取得絕對多數席位，得以推動其戰後改革政策。對保守黨而言，此次敗選堪稱一大震撼。儘管其獲得36.2%的選票，卻失去189席而僅得197席，其競選策略亦被證明誤判民意，過度倚賴於邱吉爾作爲戰時首相的聲望。至於其餘兩個主要政黨，自由黨在選舉中遭受嚴重挫敗，只贏得12席及取得9.0%的選票，更失去黨魁阿奇博尔德·辛克莱之議席。自由國民黨表現則更為慘淡，僅獲2.9%的得票，議席由選前35席跌至11席，其領袖歐內斯特·布朗亦未能保住議席。本次大選亦創下紀錄，共有324名議員首次當選，該項紀錄直至2024年大選方被打破。
選後丘吉爾仍繼續參與政治，並在1951年大選中領導保守黨再次當選首相。此次大選亦為自由國民黨作為獨立政黨最後一次參與選舉，該黨在1947年5月與保守黨合併。

## 解散國會及競選過程

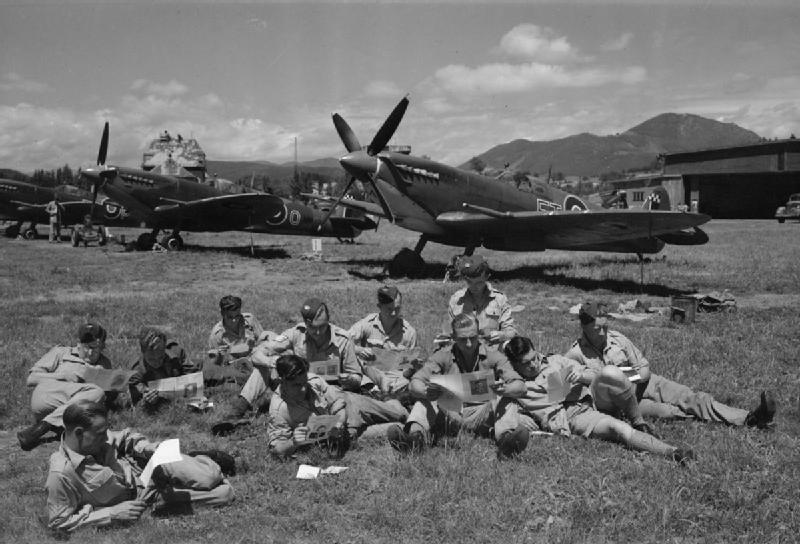
皇家空軍的技工在奧地利克拉根福閲讀大選相關資料。

此次大選於歐戰勝利紀念日後不到兩個月舉行，為自1935年以來的首次全國大選。由於第二次世界大戰期間國會暫停舉行大選，英國已將近十年未舉行選舉。工黨領袖克萊門特·艾德禮拒絕了丘吉爾關於延續戰時聯合政府直至擊敗日本的提議。1945年6月15日，英王喬治六世解散國會，正式展開選舉程序。
工黨的競選政綱《讓我們展望未來》主張實施國有化、計劃經濟、充分就業、建立公營醫療系統以及社會保障體系。該政綱大受選民歡迎，銷量達一百五十萬份。
相較之下，保守黨發表的《丘吉爾先生致選民宣言》雖在若干社會議題上提出進步理念，卻對戰後經濟政策的立場相對模糊，再加上保守黨與1930年代的高失業率形象連結緊密，未能說服選民其具備有效應對戰後失業問題的能力。因此1945年5月歐戰結束時，邱吉爾的個人支持率儘管高達83%，但早在同年2月，工黨已於民調中領先18個百分點。
部分選區因地方假期而將投票日延後至7月12日，而尼爾森與科恩選區則延至7月19日投票。為了讓海外服役軍人的選票有充裕時間運回英國，各選區延至7月26日才點票及公布結果。對日戰爭勝利日則會於三周後的8月15日到來。

## 選舉結果
|      |                              |                       | 候選人 | 候選人 | 候選人 | 候選人 | 候選人 | 候選人     | 選票   | 選票       | 選票       |
| 政黨 | 政黨                         | 領袖                  | 參選   | 勝出   | 進帳   | 落敗   | 增減   | 全部百分比 | 百分比 | 總數       | 百分比增減 |
| ---- | ---------------------------- | --------------------- | ------ | ------ | ------ | ------ | ------ | ---------- | ------ | ---------- | ---------- |
|      | 工黨                         | 克莱门特·艾德礼       | 603    | 393    | 242    | 3      | +239   | 61.4       | 49.7   | 11,967,746 | +9.7       |
|      | 保守黨                       | 温斯顿·丘吉尔         | 559    | 197    | 14     | 204    | −190   | 30.8       | 36.2   | 8,716,211  | −11.6      |
|      | 自由黨                       | 阿奇博尔德·辛克莱     | 306    | 12     | 5      | 14     | −9     | 1.9        | 9.0    | 2,177,938  | +2.3       |
|      | 自由國民黨                   | 歐內斯特·布朗         | 49     | 11     | 0      | 22     | −22    | 1.7        | 2.9    | 686,652    | −0.8       |
|      | 無黨籍                       | 無                    | 38     | 8      | 6      | 0      | +6     | 1.3        | 0.6    | 133,191    | +0.5       |
|      | 國民政府                     | 無                    | 10     | 2      | 2      | 1      | +1     | 0.3        | 0.5    | 130,513    | +0.2       |
|      | 共同富裕黨                   | C·A·史密斯            | 23     | 1      | 1      | 0      | +1     | 0.2        | 0.5    | 110,634    | 無         |
|      | 大不列顛共產黨               | 哈里·波立特           | 21     | 2      | 1      | 0      | +1     | 0.3        | 0.4    | 97,945     | +0.3       |
|      | 北愛爾蘭國家黨               | 詹姆斯·麥克斯帕倫     | 3      | 2      | 0      | 0      | 0      | 0.3        | 0.4    | 92,819     | +0.2       |
|      | 獨立候選人（國民政府）       | 無                    | 13     | 2      | 1      | 1      | 0      | 0.3        | 0.3    | 65,171     | 無         |
|      | 獨立候選人（工黨）           | 無                    | 7      | 2      | 2      | 0      | 0      | 0.3        | 0.3    | 63,135     | +0.2       |
|      | 獨立候選人（保守黨）         | 無                    | 6      | 2      | 2      | 0      | +2     | 0.3        | 0.2    | 57,823     | +0.1       |
|      | 獨立工黨                     | 鮑勃·愛德華           | 5      | 3      | 0      | 1      | −1     | 0.5        | 0.2    | 46,769     | −0.5       |
|      | 獨立候選人（進步主義）       | 無                    | 7      | 1      | 1      | 0      | +1     | 0.2        | 0.1    | 45,967     | +0.1       |
|      | 獨立候選人（自由黨）         | 無                    | 3      | 2      | 2      | 0      | +2     | 0.3        | 0.1    | 30,450     | +0.1       |
|      | 苏格兰民族党                 | 道格拉斯·揚           | 8      | 0      | 0      | 0      | 0      | 無         | 0.1    | 26,707     | −0.1       |
|      | 威爾士黨                     | 阿比·威廉斯           | 7      | 0      | 0      | 0      | 0      | 無         | 0.0    | 16,017     | 無         |
|      | 聯邦工黨                     | 哈利·米奇利           | 1      | 0      | 0      | 0      | 0      | 無         | 0.0    | 14,096     | 無         |
|      | 獨立候選人（愛爾蘭民族主義） | 無                    | 4      | 0      | 0      | 0      | 0      | 無         | 0.0    | 5,430      | 無         |
|      | 利物浦新教黨                 | H·D·隆巴頓            | 1      | 0      | 0      | 0      | 0      | 無         | 0.0    | 2,601      | 無         |
|      | 基督教和平主義者             | 無                    | 1      | 0      | 0      | 0      | 0      | 無         | 0.0    | 2,381      | 無         |
|      | 民主黨                       | 諾曼·利思-海伊-克拉克 | 5      | 0      | 0      | 0      | 0      | 無         | 0.0    | 1,809      | 無         |
|      | 農業主義者                   | 無                    | 1      | 0      | 0      | 0      | 0      | 無         | 0.0    | 1,068      | 無         |
|      | 大不列顛社會黨               | 無                    | 1      | 0      | 0      | 0      | 0      | 無         | 0.0    | 472        | 無         |
|      | 聯合社會主義運動             | 蓋·奧爾德雷德         | 1      | 0      | 0      | 0      | 0      | 無         | 0.0    | 300        | 無         |

| \| 得票率 \| 得票率 \| 得票率 \| 得票率 \| 得票率 \| \| ---------- \| ---------- \| ------ \| ------ \| ------ \| \| \| \| \| \| \| \| 工黨 \| 工黨 \| \| 49.71% \| 49.71% \| \| 保守黨 \| 保守黨 \| \| 36.21% \| 36.21% \| \| 自由黨 \| 自由黨 \| \| 9.05% \| 9.05% \| \| 自由國民黨 \| 自由國民黨 \| \| 2.85% \| 2.85% \| \| 其他 \| 其他 \| \| 2.18% \| 2.18% \| |            |  |        |        |
| 得票率 |            |  |        |        |
| |            |  |        |        |
| 工黨 | 工黨       |  | 49.71% | 49.71% |
| 保守黨 | 保守黨     |  | 36.21% | 36.21% |
| 自由黨 | 自由黨     |  | 9.05%  | 9.05%  |
| 自由國民黨 | 自由國民黨 |  | 2.85%  | 2.85%  |
| 其他 | 其他       |  | 2.18%  | 2.18%  |

| \| 議席率 \| 議席率 \| 議席率 \| 議席率 \| 議席率 \| \| ---------- \| ---------- \| ------ \| ------ \| ------ \| \| \| \| \| \| \| \| 工黨 \| 工黨 \| \| 61.41% \| 61.41% \| \| 保守黨 \| 保守黨 \| \| 30.78% \| 30.78% \| \| 自由黨 \| 自由黨 \| \| 1.88% \| 1.88% \| \| 自由國民黨 \| 自由國民黨 \| \| 1.72% \| 1.72% \| \| 其他 \| 其他 \| \| 4.22% \| 4.22% \| |            |  |        |        |
| 議席率 |            |  |        |        |
| |            |  |        |        |
| 工黨 | 工黨       |  | 61.41% | 61.41% |
| 保守黨 | 保守黨     |  | 30.78% | 30.78% |
| 自由黨 | 自由黨     |  | 1.88%  | 1.88%  |
| 自由國民黨 | 自由國民黨 |  | 1.72%  | 1.72%  |
| 其他 | 其他       |  | 4.22%  | 4.22%  |

## 選後分析
艾德禮領導的工黨贏得壓倒性勝利，邱吉爾領導的看守政府則遭遇了歷史性挫敗。工黨贏得超過145席的多數優勢，並為工黨首次在大選中贏得國會絕對多數，也是首次贏得多數普選票。
此次大選對自由黨而言可謂一場災難，失去所有都市選區，標誌著該黨作爲執政黨的地位正式被工黨取而代之，成爲邊緣政黨。其黨魁阿奇博爾德·辛克萊更失去其於凱斯內斯及薩瑟蘭的議席。此後直到2019年，才再次出現主要政黨領袖於大選中落選的情形。
自由國民黨的表現則更為不濟，在大選中失去三分之二席位，並首次在席次上落後於自由黨，為兩黨自1931年分裂以來首見。此次為自由國民黨作為獨立政黨參與的最後一次大選，該黨會於兩年後與保守黨合併。（名義上作為其附屬政黨延續至1968年。）
多位日後在政壇舉足輕重的人物亦在本次大選中首次當選國會議員，包括哈羅德·威爾遜、詹姆斯·卡拉漢、芭芭拉·卡素爾、邁克爾·富特以及休·蓋茨克。日後會出任首相的保守黨哈羅德·麥美倫雖在本次選舉中落選，但不久就會於同年11月的補選中勝出重返國會。

### 工黨獲勝原因

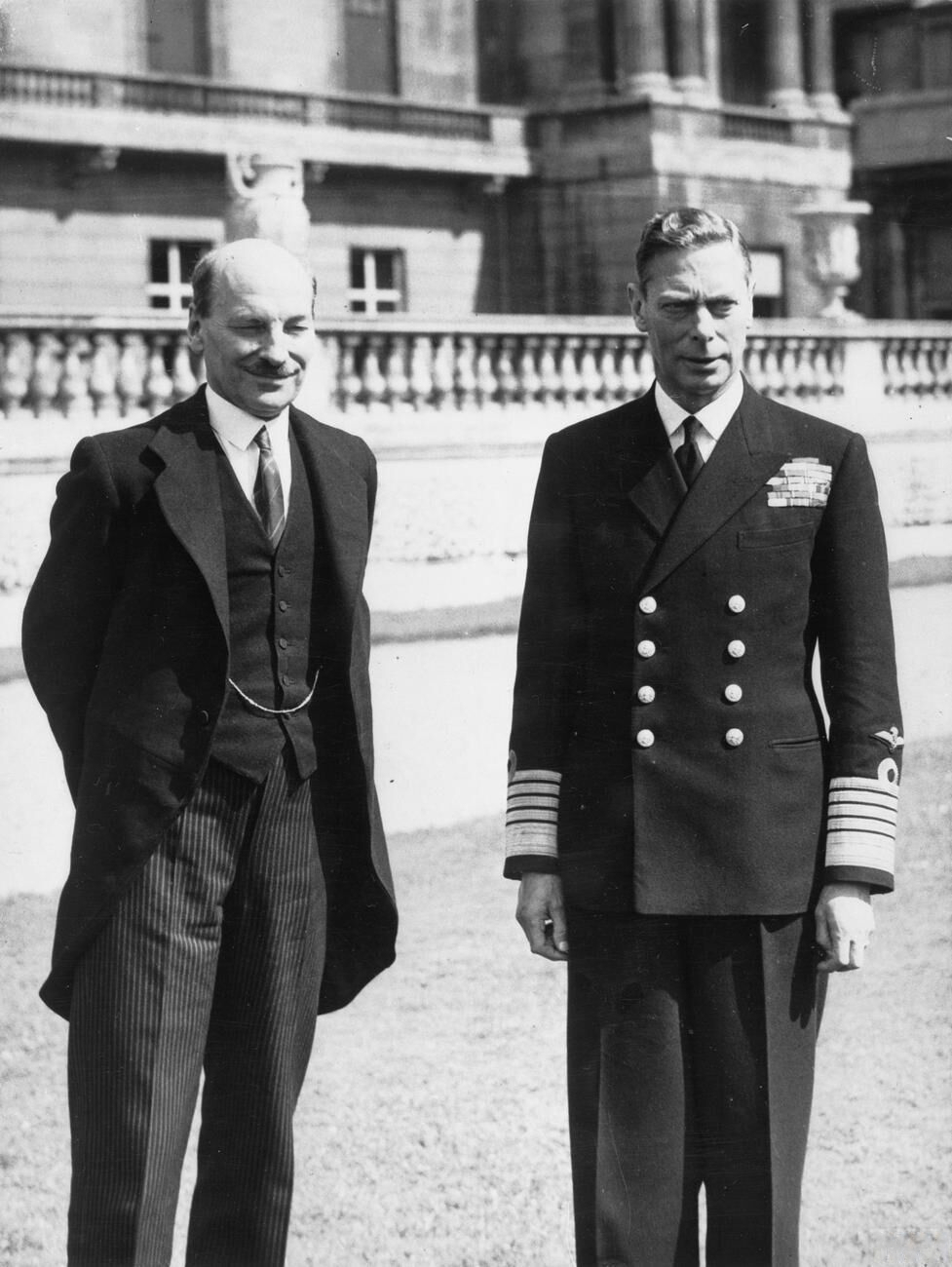
艾德禮與英王喬治六世在白金漢宮前，攝於1945年大選工黨大勝後。

美國左派報紙《PM》的創辦人拉爾夫·英格索爾在1940年底報導指：
「我在倫敦所到之處，人們都欽佩其（邱吉爾）的精力、勇氣與專注力。人們說，他們無法想像失去了邱吉爾，英國會變得怎樣。他顯然很受尊敬。但沒有人認為戰後他會繼續出任首相。他只是在當前危機——英國與敵國激烈交戰的危急關頭——下出任這職位的最佳人選。」
 歷史學家亨利·佩林指出，民意調查自從1942年起已顯示工黨的民望大幅領先保守黨。他認為工黨得以取得壓倒性勝利的原因在於若干因素：執政黨常見的支持度回落、保守黨被動應對、社會普遍對重返1930年代高失業率時期的恐懼、認爲社會主義經濟規劃更具效率，以及誤以為無論選舉結果如何，邱吉爾都會繼續出任首相。

#### 工黨優勢

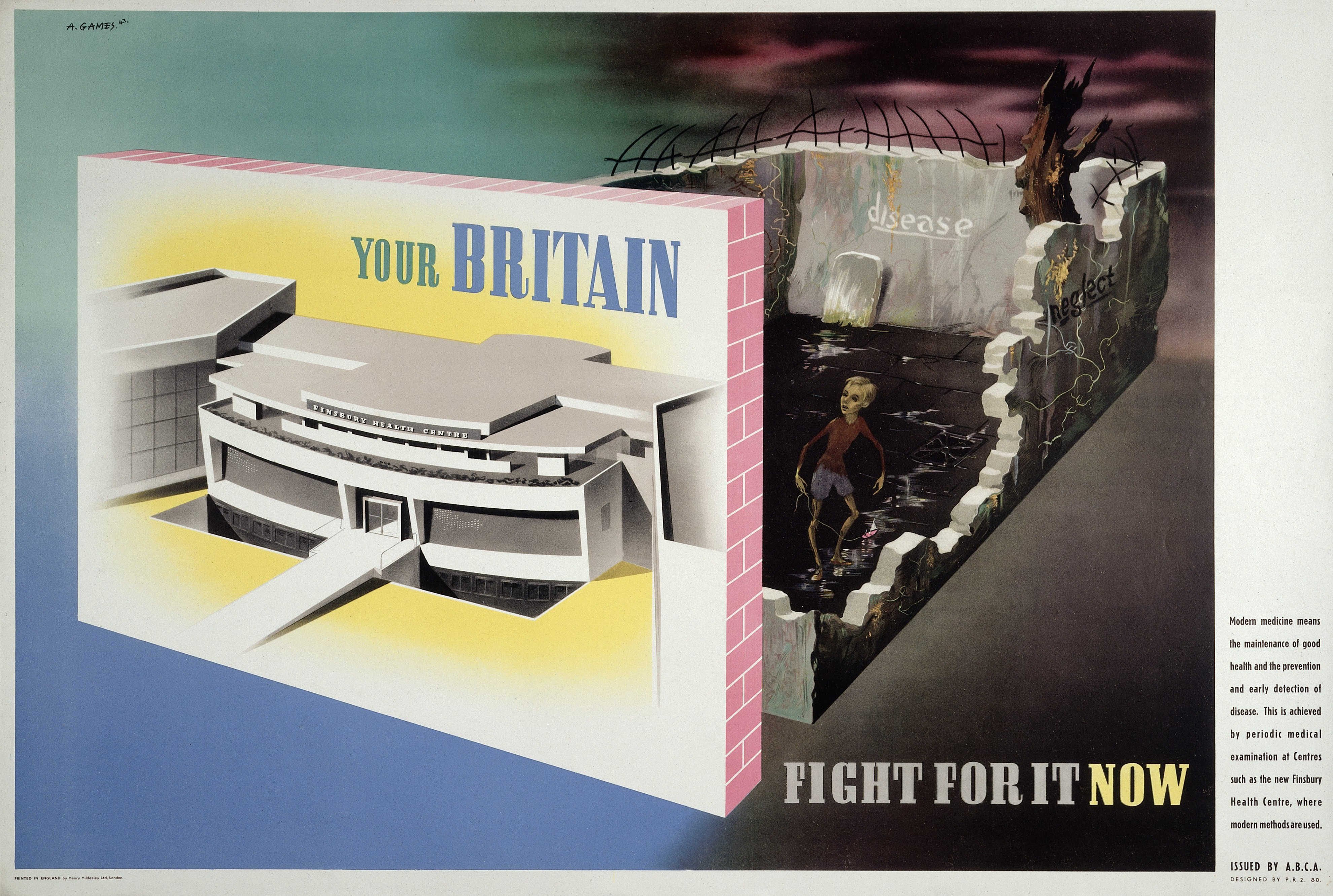
1943年，英國陸軍時事局曾發佈一張海報，暗指英國於戰勝後將會有例如消除貧民窟等的積極變革。丘吉爾認為這張海報是「對戰前英國社會的可恥誹謗」，下令將其撤回。

1942年發表的《貝弗里奇報告》提議英國應對其社會政策進行重大變革，推行社會保障制度，以建立福利國家。報告建議包括設立公營醫療系統、增設公立學校、推行國民保險制度及制定新的住房政策。該報告極受歡迎，其建議亦得到工黨擁護，而保守黨（包括邱吉爾本人，他並不將此視作社會主義政策）雖同意報告中的指導性原則，卻認爲戰後的英國難以負擔這些改革，故反對報告的絕大部分建議。工黨在競選中提出全面的福利政策，而保守黨則不願提出相類似的福利政策。
除此而外，工黨的競選主軸亦圍繞戰後「贏得和平」的理念——軍人們擔心重蹈第一次世界大戰後經濟衰退的覆轍——故工黨在軍中獲得高支持度。
作爲戰時內閣一部分，工黨在戰爭期間透過讓艾德禮出任副首相、赫伯特·莫里森出任內政大臣以及歐內斯特·貝文出任勞工和國民服務大臣，得以向選民展示其在國內施政方面的能力。兩黨在戰爭期間對本土政治的策略差異亦同樣賦予工黨優勢——工黨繼續批評戰前保守黨政府對法西斯主義、大蕭條及重整軍備等各方面應對不力，但邱吉爾本人則對維繫政黨勢力興趣不大，令不少黨內成員與國會議員頗感失望。

#### 保守黨弱點
儘管選民普遍認同邱吉爾的戰時表現，但鑑於保守黨於1930年代末執政時的政策記錄，他們並不信任一個新的保守黨政府。除此以外，保守黨的競選活動亦與工黨相比下要爲拙劣。由於邱吉爾個人仍極受歡迎，保守黨因此對勝選充滿信心，並以此為基礎展開競選活動，而未曾提出任何新政綱。然而，選民將邱吉爾與其政黨分別對待，亦對其領導戰後國內事務的能力存有疑慮。
作家安東尼·伯吉斯指出，邱吉爾當時經常穿著上校制服，雖在軍官與民衆中極受歡迎，但前線士兵對他並不如其他人那般熱情。
除了整體競選策略不佳外，邱吉爾還在選戰中指控艾德禮有獨裁者傾向——最為人所知的為邱吉爾在6月4日發表的首次競選廣播。他在廣播中猛烈抨擊艾德禮，聲稱工黨若執政，將「不得不訴諸某種形式的蓋世太保」來強行推進社會主義政策。艾德禮翌日於回應中反諷邱吉爾向民眾展示了「偉大的戰時領袖邱吉爾」與「和平時期的政治家邱吉爾」之間的差別，並為國有化政策辯護。
對保守黨選情的另一打擊，則來自公眾對1930年代綏靖政策的記憶。該政策由前任保守黨首相如内维尔·张伯伦與斯坦利·鲍德温所主導，並因容許希特勒坐大而聲譽盡毀。英國在戰間期時除了1924年及1929至1931年的兩次短暫工黨政府之外，一直由保守黨主政。因此，民衆普遍認為保守黨應對該時期出現的綏靖政策、大蕭條的高失業率、高通脹等錯誤承擔責任。

## 爭取連任失敗的國會議員

### 保守黨
- 奈傑爾·柯爾曼（布里克斯頓）
- 哈羅德·麥美倫（蒂斯河畔斯托克頓）

### 自由黨
- 珀西·哈里斯（貝思納爾綠地西南）

## 民意調查
民意調查自1943年起便顯示工黨領先，只有1945年6月的一份民調顯示工黨與保守黨支持度於45%持平。

### 脚注
1. ↑  . London: His Majesty's Stationary Office. 1946: 27.
2. 1 2  . They Work For You.   [2018-02-01]. （原始内容存档于2020-11-14）.
3. 1 2  Howell 2006.
4. ↑  McCallum, R.B.; Readman, Alison. . Nuffield Studies. 1964.
5. ↑  Jenkins 2001，第791–795頁.
6. ↑  Jenkins 2001，第792頁.
7. ↑  Addison, Paul. . London: BBC History. 2011-02-17  [2020-06-04]. （原始内容存档于2019-12-26）.
8. 1 2  Steven Fielding, "What did 'the people' want?: the meaning of the 1945 general election". Historical Journal 35#3 (1992): 623–639.
9. 1 2 3 4 5 6  Addison, Dr Paul. . BBC History. 2011-02-17  [2017-08-09]. （原始内容存档于2019-12-26）.
10. ↑  Rowe 2004，第37頁.
11. ↑  Gilbert 1988，第57, 107–109頁.
12. ↑  Gilbert 1991，第855頁.
13. ↑  Hermiston 2016，第366–367頁.
14. 1 2 3 4 5 6 7  Lynch 2008，第4頁.
15. ↑  . BBC News.   [2011-12-19]. （原始内容存档于2020-11-03）.
16. 1 2  . BBC News. 1945-07-26  [2009-02-22]. （原始内容存档于2012-08-21）.
17. ↑  Addison, Paul. .  線上版. 牛津大學出版社. doi:10.1093/ref:odnb/36108. 需要订阅或英国公共图书馆会员资格
18. ↑  Dutton 2008，第144頁.
19. ↑  Courea, Eleni. . The Guardian. 2024-07-09  [2024-07-09] （美国英语）.
20. ↑  . Politics.co.uk.   [2024-03-09] （美国英语）.
21. ↑  Jenkins 2001，第842頁.
22. 1 2  Dutton 2008，第165頁.
23. ↑  , 英國成文法資料庫, 國家檔案館, 1944 c. 45
24. ↑  Bew, John. . Quercus Books. 2017: 336.
25. 1 2 3  Thomas & Willis 2016，第154–155頁.
26. ↑  Bogdanor, Vernon,  (Lecture), Museum of London, 2014-09-23  [2018-05-26]
27. ↑  Jenkins 2001，第798頁.
28. ↑  . UK Political Info.   [2025-05-27]. （原始内容存档于2025-02-23）.
29. ↑  Morgan & Connelly 2001
30. ↑  Baines 1995.
31. ↑  Ford, Robert;  et al. . Springer. 2021. ISBN 978-3-030-74256-0.
32. ↑  Dutton 2008，第202頁.
33. ↑  Craig, Fred W. S. . Political Reference Publications. 1969  [2025-04-05]. ISBN 0900178019.
34. ↑  Ingersoll 1940，第127頁.
35. ↑  Pelling 1980，第399–414頁.
36. ↑  Games, Naomi. . Stroud: Amberley Publishing. 2019  [2020-11-01]. ISBN 9781445692463.
37. ↑  Barnett, Correlli. . London: Macmillan London. 1986: 29.
38. ↑  Lynch 2008，第10頁.
39. ↑  Lynch 2008，第1–4頁.
40. ↑  Burgess 1987，第305頁.
41. ↑  Marr 2008，第5–6頁.
42. ↑  Jenkins 2001，第793頁.

### 文献
- Baines, Malcolm, , Contemporary Record, 1995, 9 (1): 48–61, doi:10.1080/13619469508581327
- Burgess, Anthony, , Heinemann, 1987  [2014-09-01], ISBN 1446452557
- Dutton, David. . London: I. B. Tauris & Co. 2008.
- Gilbert, Martin. . London: Heinemann. 1991. ISBN 978-04-34291-83-0.
- Gilbert, Martin. . Trowbridge, UK: Minerva. 1988. ISBN 978-07-49391-04-1.
- Hermiston, Roger. . London: Aurum Press. 2016. ISBN 978-17-81316-64-1.
- Howell, David. Beckett, Francis , 编. . 20 British Prime Ministers of the 20th Century. Haus Publishing. 2006. ISBN 1904950647.
- Ingersoll, Ralph, , New York: Simon and Schuster, 1940
- Lynch, Michael, , , Access to History, Hodder Headline, 2008, ISBN 978-0-340-96595-5
- Marr, Andrew, , Pan Macmillan Ltd.: 5–6, 2008, ISBN 978-0-330-43983-1
- McCallum, R. B.; Readman, Alison, , Nuffield Studies, 1964, ISBN 978-0-333-77864-7
- Morgan, Bryn; Connelly, Joseph,  (PDF), London: House of Commons Library: 8, 2001  [2025-05-18]
- Pelling, Henry, , Historical Journal, 1980, 23 (2): 399–414, JSTOR 2638675, S2CID 154658298, doi:10.1017/S0018246X0002433X
- Rowe, Chris, , Heinemann, 2004, ISBN 978-0-435-32738-5
- Thomas, Jo; Willis, Michael, , Oxford: Oxford University Press, 2016, ISBN 978-0-19-8354-598

## 延伸閱讀
- Addison, Paul, , London: Cape, 1975
- Brooke, Stephen, , Oxford: Oxford University Press, 1992
- Burgess, Simon, , Contemporary Record, 1991, 5 (1): 155–170, doi:10.1080/13619469108581164 Historiography
- Craig, F.W.S., , Dartmouth: Gower, 1989, ISBN 0900178302
- Fielding, Steven, , Historical Journal, 1992, 35 (3): 623–639, JSTOR 2639633, doi:10.1017/S0018246X00026005
- Fry, Geoffrey K., , History, 1991, 76 (246): 43–55, doi:10.1111/j.1468-229X.1991.tb01533.x
- Gilbert, Bentley B., , Journal of British Studies, 1972, 11 (2): 131–141, S2CID 143458163, doi:10.1086/385629
- Jenkins, Roy. . London: Macmillan Press. 2001. ISBN 978-03-30488-05-1.
- Kandiah, Michael David, : 22–47, 1995
- McCallum, R.B.; Readman, Alison, , 1947 The standard scholarly study
- McCulloch, Gary, , Journal of British Studies, 1985, 24 (4): 465–489, JSTOR 175476, S2CID 144018929, doi:10.1086/385847
- Nicholas, H., , London: Macmillan, 1951, ISBN 0-333-77865-0
- Toye, Richard,  (PDF), Journal of British Studies, 2010, 49 (3): 655–680, JSTOR 23265382, doi:10.1086/652014, hdl:10871/9424

## 外部鏈接
- Catalogue of general election ephemera held at LSE Archives
- . Melbourne Argus. 1945-07-27.
- http://www.election.demon.co.uk/geresults.html 的存檔，存档日期2012-01-30.

### 競選政綱
- 1945年保守黨競選政綱《丘吉爾先生致選民宣言》 的存檔，存档日期2012-07-24.
- 1945年工黨競選政綱《讓我們展望未來》
- 1945年自由黨競選政綱《自由黨的二十點政綱》 的存檔，存档日期2012-05-31.